# 門前町黒島町
門前町黒島町（もんぜんまちくろしままち）は、石川県輪島市の町名。旧能登国鳳至郡櫛比荘黒島村、鳳至郡黒島村、鳳至郡門前町黒島町、鳳珠郡門前町黒島町。

## 概要

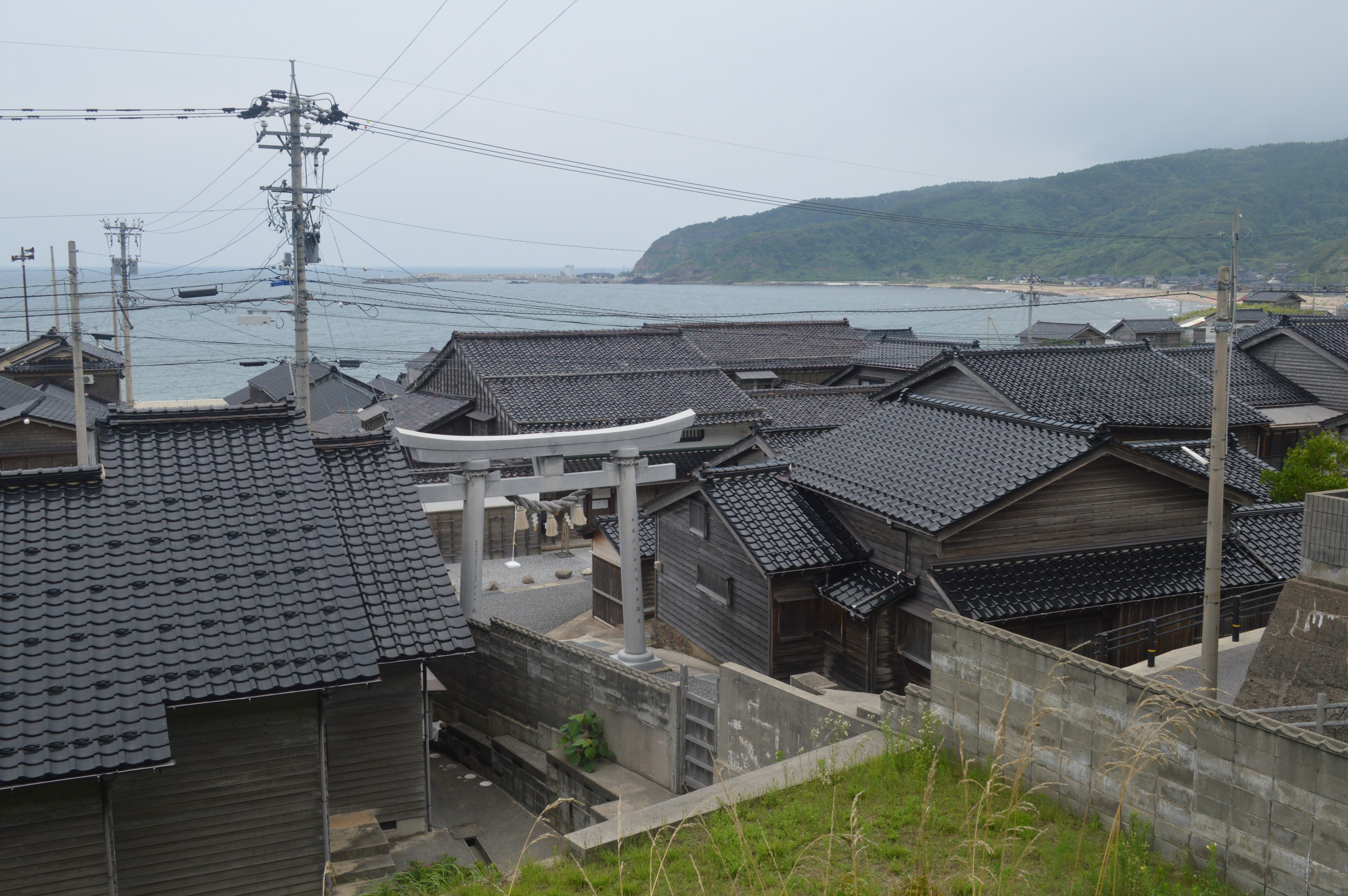
黒瓦の民家が並ぶ黒島町の重伝建地区と若宮八幡神社の鳥居

黒島地区は江戸時代に幕府の天領となり、北前船の船主、船頭の居住地として江戸時代後期から明治時代中期かけて栄えた。2009年（平成21年）6月30日、種別「船主集落」で国の重要伝統的建造物群保存地区として選定。黒い屋根瓦に板壁の伝統的な家屋が特徴的である。

## 歴史

### 沿革
『加賀藩と能登天領の研究』から
- 天正9年（1581年）8月 - 前田利家に能登一国が与えられ前田領となる。
- 慶長10年（1605年）6月 - 前田利長と土方雄久が領地の一部を交換し、能登石崎藩領となる。
- 慶長13年（1608年）11月 - 能登石崎藩が下総国に陣屋を移し、下総田子藩領となる。
- 元和8年（1622年） - 田子藩が転封し、陸奥窪田藩領となる。
- 貞享元年（1684年）7月 - 窪田藩が改易され、幕府領（代官支配）となる。
- 元禄2年（1689年）8月 - 能登下村藩領となる。
- 元禄8年（1695年）5月 - 再び幕府領（代官支配）となる。
- 元禄11年（1698年）5月 - 西谷藩領となる。
- 元禄13年（1700年）10月 - 三たび幕府領（代官支配）となる。
- 享保7年（1722年）6月 - 加賀藩の預地（通常預所）となる。
- 文化7年（1810年）3月 - 私領同様預所となる。
- 弘化2年（1845年）12月 - 再び通常預所となる。
- 弘化4年（1847年）12月 - 再び私領同様預所となる。
- 慶応3年7月2日（1867年8月1日） - 私領打込預高となり、櫛比組に編入される[5]。
- 幕末 - 能登国鳳至郡櫛比荘黒島村が存在[6]。幕府領（加賀藩預地）。
- 慶応4年（1868年）3月 - 新政府からの預地となる。
- 明治3年5月22日（1870年6月20日） - 高山県の管轄となる[7]。
- 明治4年11月20日（1871年12月31日） - 第1次府県統合により、七尾県の管轄となる。
- 明治5年9月27日（1872年10月29日） - 石川県の管轄となる。
- 1889年（明治22年）4月1日 - 町村制の施行により、鳳至郡黒島村を廃し、その区域をもって鳳至郡黒島村を設置する。
- 1954年（昭和29年）3月31日 - 鳳至郡門前町、七浦村、本郷村、浦上村、諸岡村及び黒島村を廃し、その区域をもって鳳至郡門前町を設置する。鳳至郡旧黒島村の区域にあらたに黒島町を設定する。
- 2005年（平成17年）3月1日 - 鳳至郡及び珠洲郡を廃し、門前町、穴水町及び能登町の区域をもってあらたに鳳珠郡の区域を画す。
- 2006年（平成18年）2月1日 - 輪島市及び鳳珠郡門前町を廃し、その区域をもって輪島市を設置する。黒島町の名称を門前町黒島町に変更する。
- 2024年（令和6年）1月1日 - 令和6年能登半島地震で多数の家屋の倒壊など甚大な被害を受ける[8]。

## 行政

### 村長
| 代 | 人 | 氏名         | 就任                       | 退任                       | 備考       |
| -- | -- | ------------ | -------------------------- | -------------------------- | ---------- |
| 1  | 1  | 森岡又四郎   | 1889年（明治22年）5月1日   | 1890年（明治23年）10月22日 | 在職中死去 |
| 2  | 2  | 中谷昇太郎   | 1891年（明治24年）4月6日   | 不詳                       |            |
| 3  | 3  | 林不二男     | 不詳                       | 不詳                       |            |
| 4  | 4  | 三村静       | 1907年（明治40年）6月24日  | 1910年（明治43年）9月8日   |            |
| 5  | 5  | 玉木虎吉     | 1910年（明治43年）10月6日  | 1914年（大正3年）1月7日    |            |
| 6  | 6  | 升谷和太郎   | 1914年（大正3年）10月2日   | 1918年（大正7年）10月1日   |            |
| 7  | 6  | 升谷和太郎   | 1918年（大正7年）10月2日   | 1922年（大正11年）10月1日  |            |
| 8  | 6  | 升谷和太郎   | 1922年（大正11年）10月2日  | 1926年（大正15年）10月1日  |            |
| 9  |    | 玉木虎吉     | 1927年（昭和2年）4月5日    | 1931年（昭和6年）4月4日    |            |
| 10 | 7  | 七野伝左衛門 | 1931年（昭和6年）4月5日    | 不詳                       |            |
| 11 | 8  | 森岡弥佐久   | 1937年（昭和12年）7月5日   | 1937年（昭和12年）9月15日  |            |
| 12 |    | 七野伝左衛門 | 1937年（昭和12年）10月25日 | 1940年（昭和15年）12月20日 |            |
| 13 | 9  | 惣田嘉吉郎   | 1940年（昭和15年）12月28日 | 1944年（昭和19年）12月27日 |            |
| 14 | 10 | 角海清       | 1945年（昭和20年）2月17日  | 1946年（昭和21年）6月4日   |            |
| 15 | 11 | 中谷藤作     | 1946年（昭和21年）6月5日   | 1947年（昭和22年）4月4日   |            |
| 16 | 12 | 嘉門安太郎   | 1947年（昭和22年）4月5日   | 1951年（昭和26年）4月4日   |            |
| 17 | 13 | 北潟治三郎   | 1951年（昭和26年）4月23日  | 1954年（昭和29年）3月30日  |            |

## 世帯数と人口

地震で隆起した黒島町周辺の海岸の2024年と2010年の比較。

2015年（平成27年）10月1日現在の世帯数と人口は以下の通りである。
| 町丁         | 世帯数  | 人口  |
| ------------ | ------- | ----- |
| 門前町黒島町 | 173世帯 | 335人 |

## 教育
- 黒島村立黒島中学校（1964年統合し門前中学校となった。）
- 黒島村立黒島小学校（1983年統合し松風台小学校となった。）

### 小・中学校の学区
市立小・中学校に通う場合、学区は以下の通りとなる。
| 番地 | 小学校               | 中学校             |
| ---- | -------------------- | ------------------ |
| 全域 | 輪島市立門前西小学校 | 輪島市立門前中学校 |

## 交通

### バス
北鉄能登バス
- 外浦線
  - <富来方面> - 南黒島 - 黒島 - <門前方面>

北鉄奥能登バス
- 久川線
  - <門前方面> - 黒島 - 南黒島 - <久川方面>

### 道路
- 国道249号

## 名所・旧跡・観光スポット・祭事・催事

### 重要伝統的建造物群保存地区

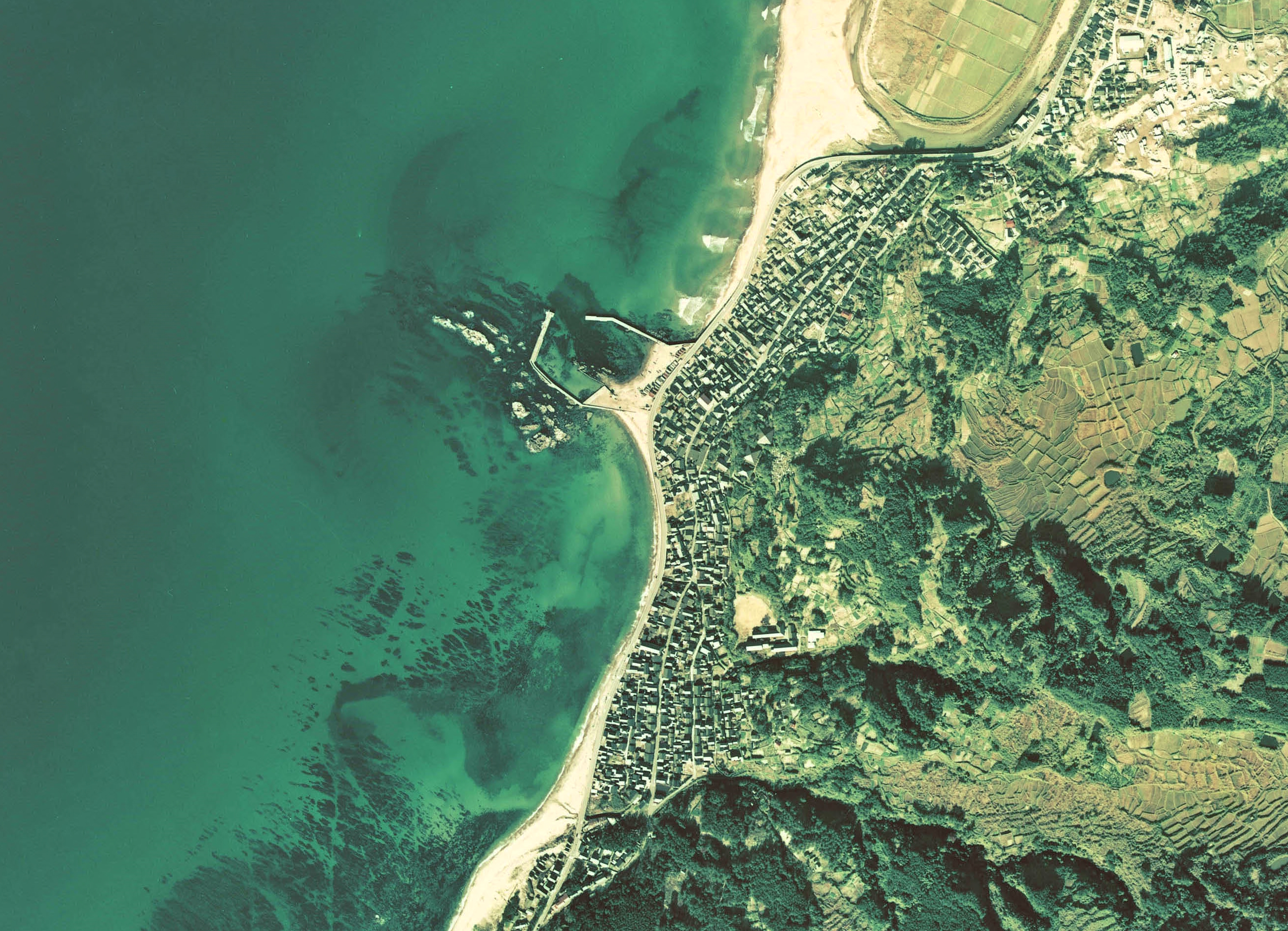
黒島地区の空中写真。海岸沿いに黒い屋根瓦の家屋が密集する。1975年撮影。
。

地内には重要伝統的建造物群保存地区として、建築物148棟、工作物（門、塀、石垣等）101件が特定され、環境物件として庭園等21件が特定されている。
保存地区の面積は約20.5 ha。
- 祭り
  - 黒島天領祭 輪島市指定無形民俗文化財

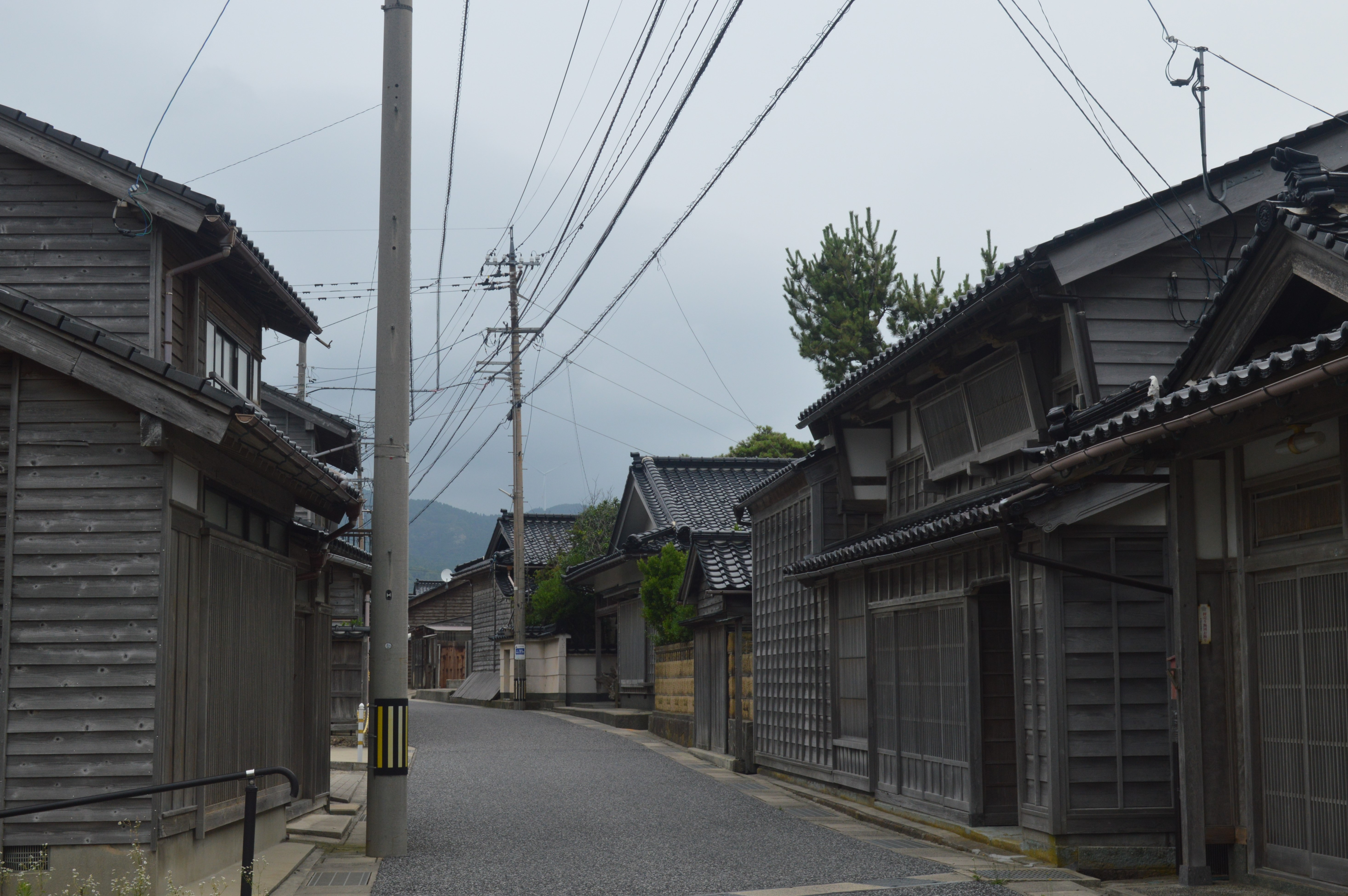
黒瓦・下見板張りの建物が並ぶ重伝健地区の通り
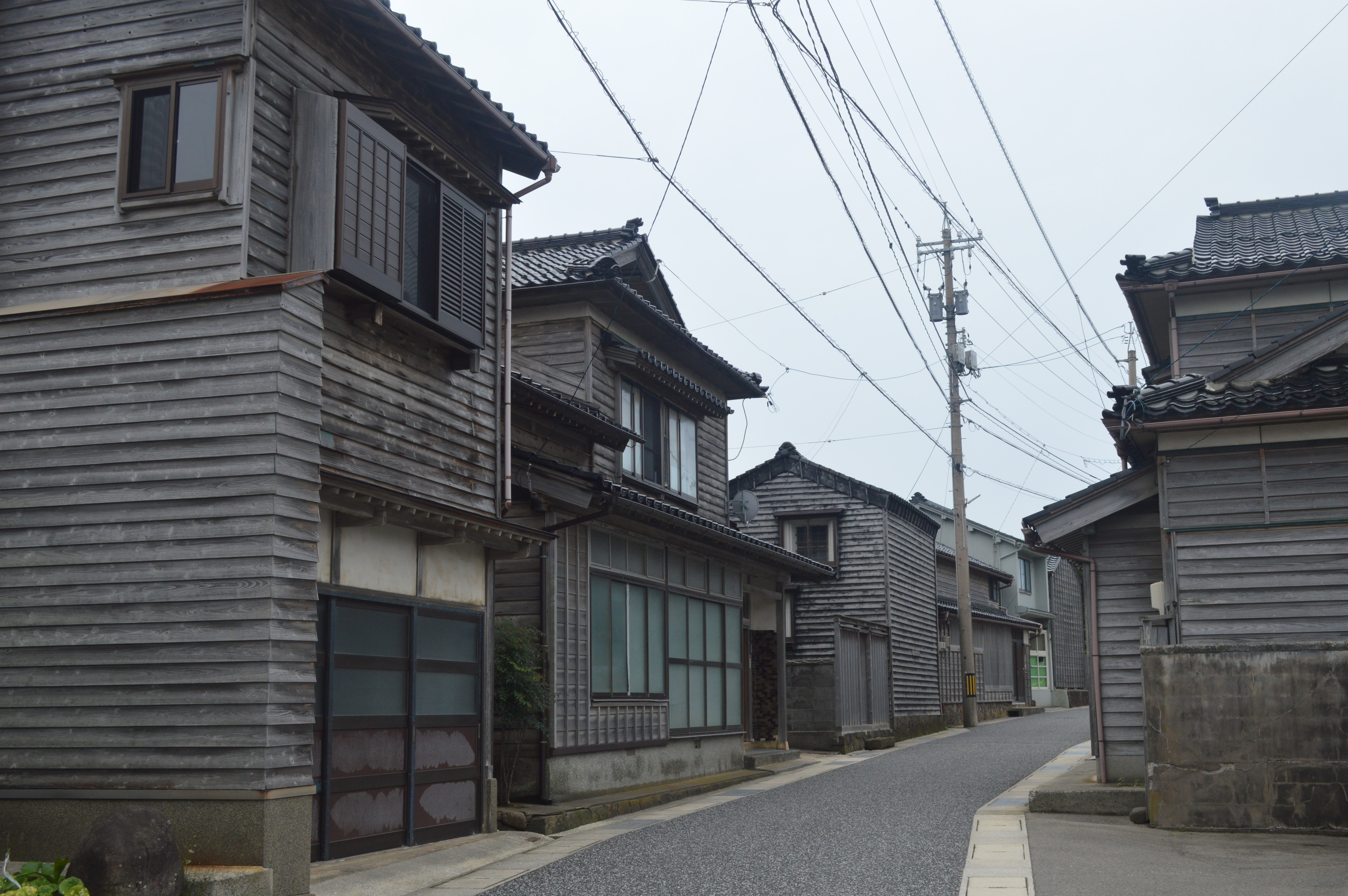
重伝健地区の通り
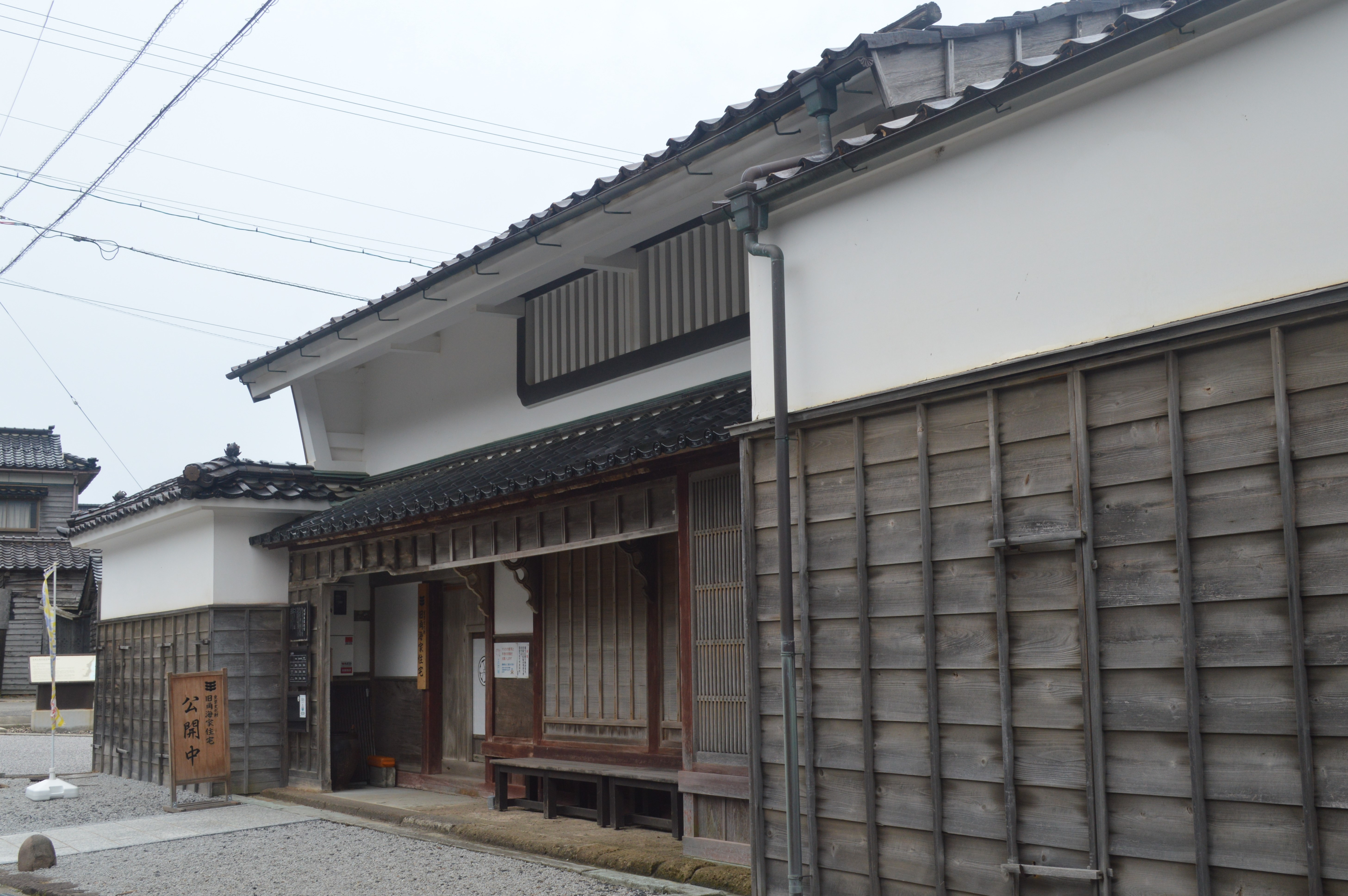
輪島市天領黒島角海家（旧角海家住宅）/国指定重要文化財
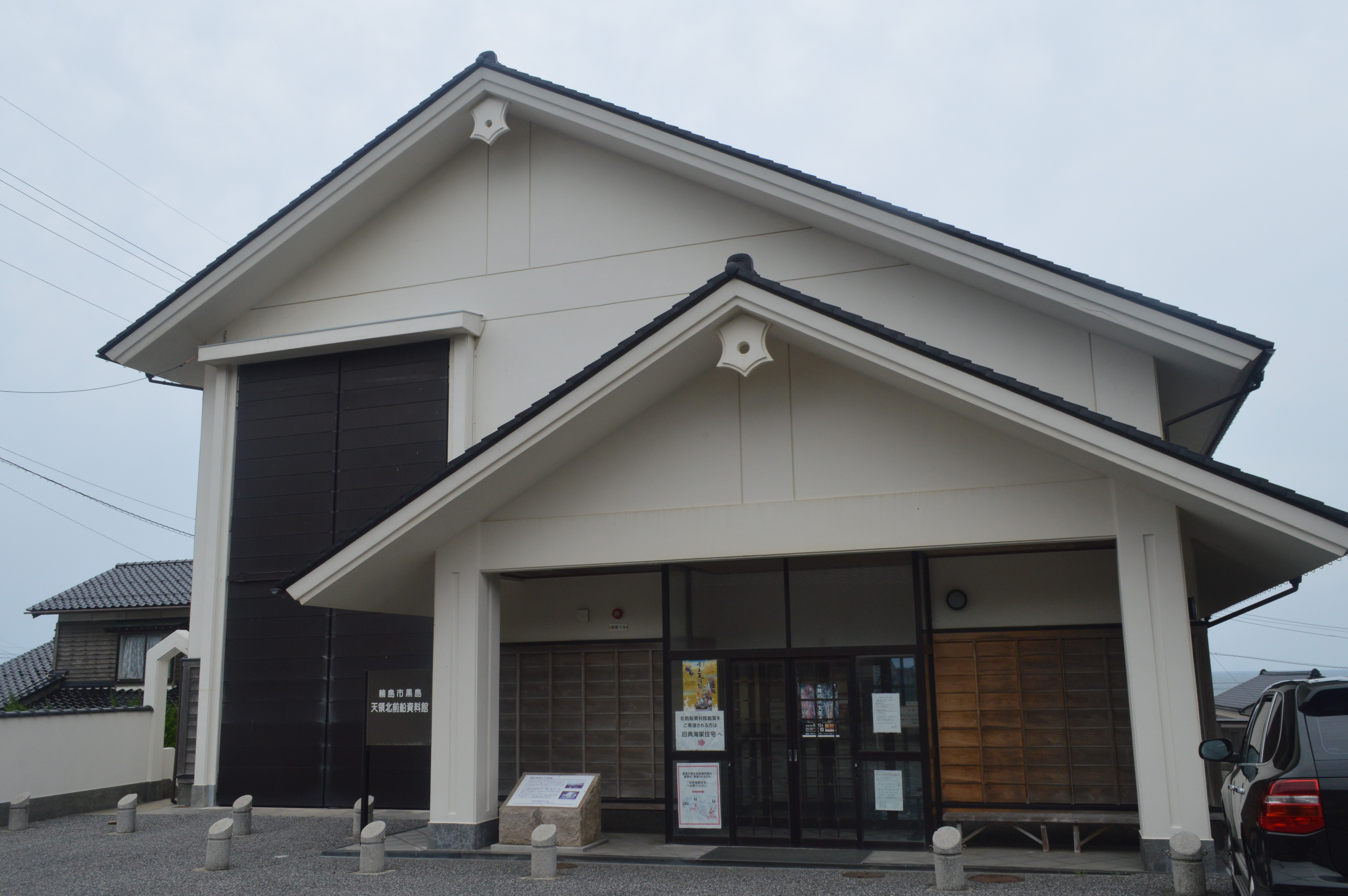
輪島市黒島天領 北前船資料館
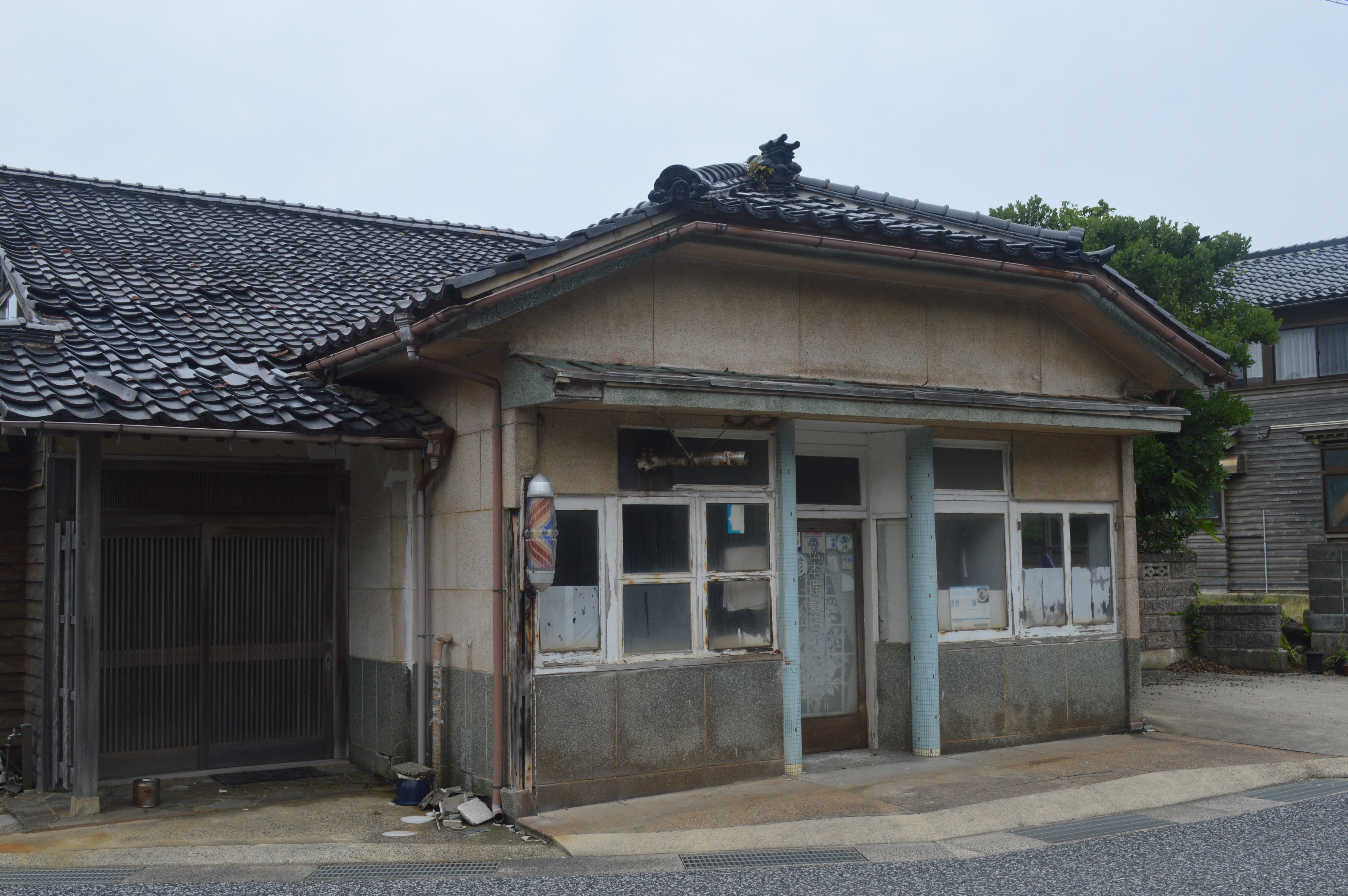
正面が洋風意匠の松本理髪店
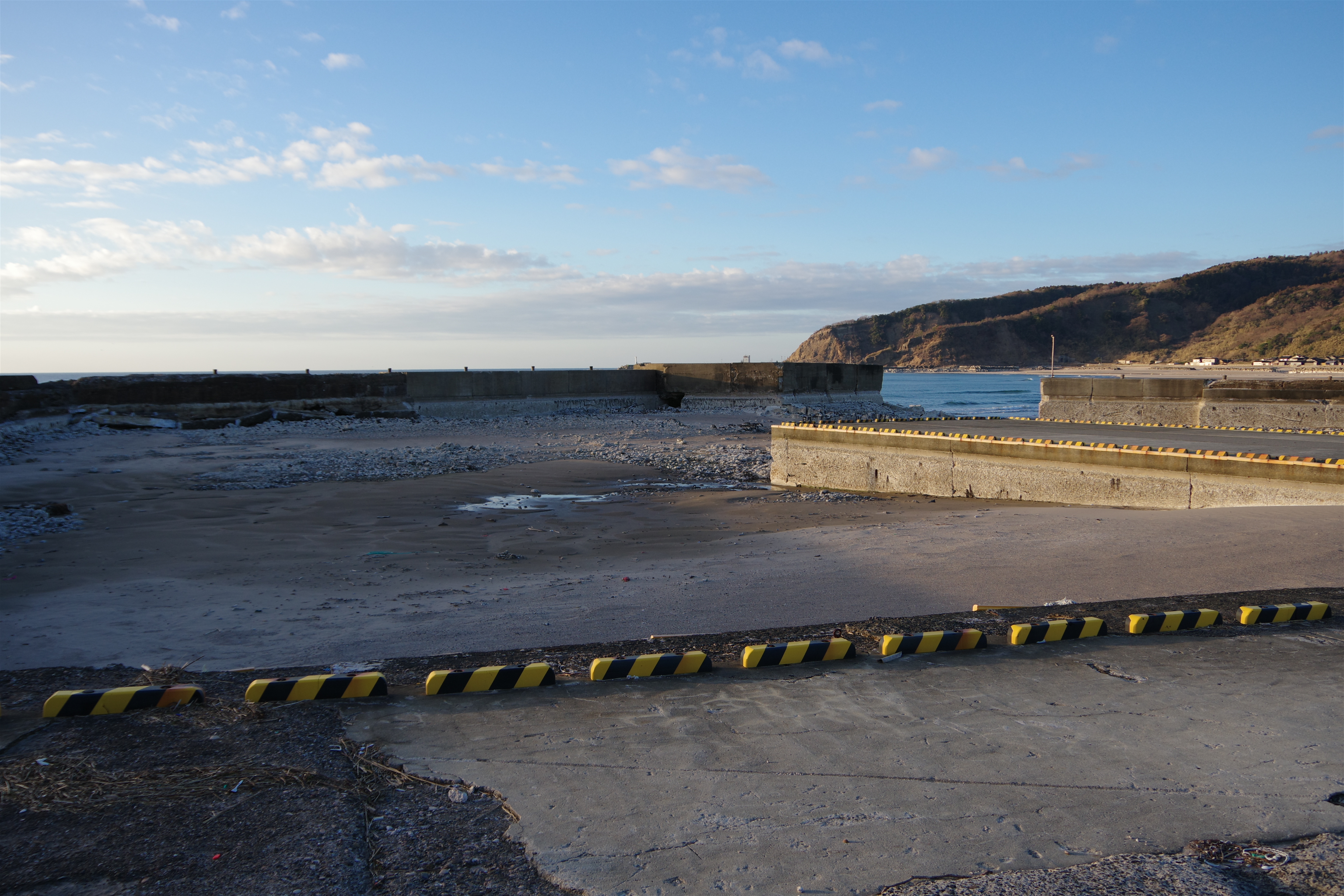
能登半島地震による隆起で黒島漁港の堤内は陸化して使用できなくなった（2024年2月撮影）
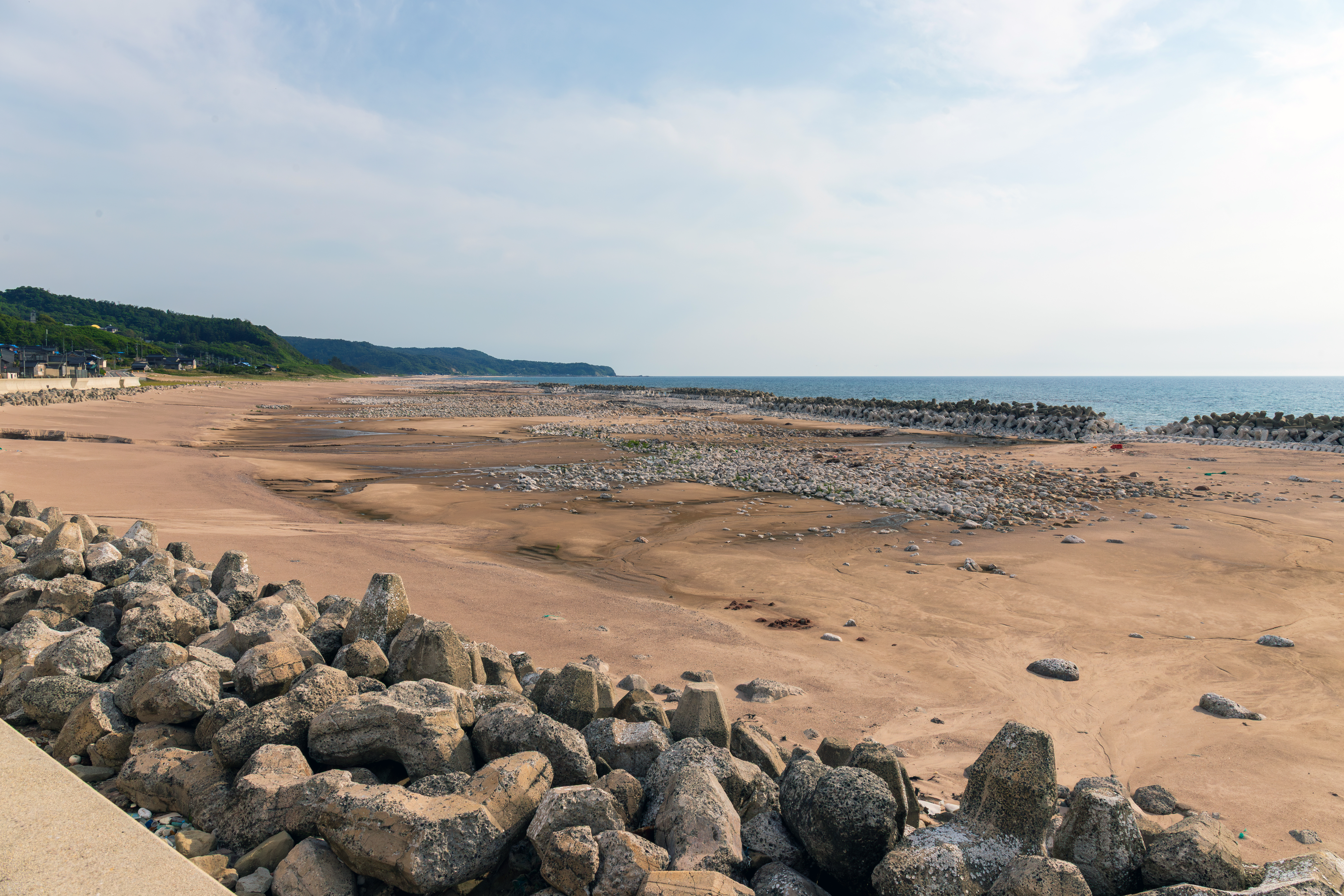
黒島漁港南方でも隆起により消波ブロックの後ろまで海岸線が後退した（2024年6月撮影）